# David Clayton-Thomas
David Clayton-Thomas (Londen, 13 september 1941) is een Canadese muzikant (piano, gitaar) en voormalig zanger van de band Blood, Sweat & Tears.

## Biografie
Clayton-Thomas werd geboren als zoon van een Canadese soldaat en een Britse Music-Hall-zangeres tijdens een Duitse luchtaanval in Londen. Hij groeide op in het Canadese Amich Lake, leerde als autodidact gitaar en piano spelen en werkte op 19-jarige leeftijd in de staalgieterij van Hamilton.
Tussen 1963 en 1965 leidde hij de rockband Fabulous Shays en in 1966 The Boss Men, waarmee hij zijn bestseller Brainwashed zestien weken lang op de toppositie van de Canadese hitlijst kon plaatsen. In 1968 ging hij vervolgens als leadgitarist naar John Lee Hooker. In 1968 wisselde hij dan als zanger naar Blood, Sweat & Tears. Met deze band had hij hits als You've Made Me So Very Happy, And When I Die, Hi-De-Ho, Spinning Wheel en de zelf gecomponeerde songs Lucretia MacEvil en Go Down Gamblin' . Zijn rol binnen deze band was omstreden. Weliswaar prezen critici zijn krachtige ritmische frasering en een stem, die moeiteloos van diepe bariton tot de hoge falsetto-tonen kon reiken, maar ze hadden ook aanmerkingen op zijn vocale manieren en zijn knoedel-articulatie. Nog als lid van BS&T produceerde hij in de herfst van 1971 zijn eerste solo-lp en maakte hij zich in 1972 als solist zelfstandig.
Voor zijn Sanctuary Band, waarmee hij in oktober 1972 tijdens het songfestival in Rio de Janeiro de met 16.000 dollar gedoteerde eerste prijs won, kon hij voortreffelijke muzikanten rekruteren. Danny Kortchmar (gitaar) had eerder met James Taylor en Carole King gewerkt. Willy Weeks (basgitaar) kwam uit de bands van Donny Hathaway en Roberta Flack, Kenneth Rice van Aretha Franklin. Verdere muzikanten op de tweede soloplaat Tequila Sunrice waren William Smith (keyboards), Michael Jay Weinstein (harmonica), Kenny Marco (gitaar), Chuck Rainey (basgitaar) en Tessie Calderon (drums).
Aangezien Columbia Records/CBS Records echter zogenaamd de eerder overeengekomen publicity-ondersteuning terzijde schoven en bij de tantième-transfer onzorgvuldig bleef, ging Clayton-Thomas in 1973 voor het gerecht en naar de concurrentie RCA Records. De daar uitgebrachte lp Harmony Junction kwam niet boven zijn Columbia-solo-omzet van ongeveer 50.000 exemplaren per plaat uit. Daarom keerde hij eind 1974 terug als bandzanger naar Blood, Sweat & Tears.
Vanaf 1975 liet hij in net zo grote letters als de bandnaam op de affiches drukken <Featuring David Clayton-Thomas>. Hij deelde de rechten aan de bandnaam nu met de drummer Bobby Colomby en recruteerde tijdens de jaren 1980 meermaals bands voor revival-optredens, die echter na Nuclear Blues (1980) geen platen voortbrachten.
In 1990 diende hij een aanklacht in tegen de auteurs van de Milli Vanilli-hit All Or Nothing, zijn hit Spinning Wheel te hebben ‘abgekupfert’ en tekende hij een solocontract met het Zoo Records-label SRC Records.
Tijdens een optreden van Blood, Sweat & Tears in juni 1995 in West Bloomfield, shockeerde hij het publiek met de opmerking: het weer is vandaag zo heet als de laatste trein naar Auschwitz. In juni 1996 werd hij in het Canadese Hamilton voor zijn levenswerk geëerd. In hetzelfde jaar werd hij opgenomen in de Canadian Music Hall of Fame.
In november 2004 gaf de zanger zijn laatste concert met Blood, Sweat & Tears; hij keerde terug naar Toronto en begon zijn eigen 10-koppige all-starband waarmee hij nog steeds optreedt. 
- Bibsys: 2045542
- Bibliothèque nationale de France: cb15534055k (data)
- Gemeinsame Normdatei: 134690796
- International Standard Name Identifier: 0000 0000 8389 0598
- Library of Congress Control Number: n95113371
- MusicBrainz: 12636e82-b355-422b-82a0-ad0204260db8
- Nationale Bibliotheek van Tsjechië: xx0196707
- Nederlandse Thesaurus van Auteursnamen: 075100649
- Virtual International Authority File: 64316650
- WorldCat: E39PBJhX4D83cfGr4RBXghHHmd